# Le Théâtre ambulant Chopalovitch
Le Théâtre ambulant Chopalovitch est une pièce de théâtre de l'écrivain serbe Ljubomir Simović parue en 1985.
L'histoire se déroule en Serbie durant l'occupation nazie en 40-45. Elle raconte l'histoire d'une troupe de théâtre continuant bon gré mal gré à jouer des pièces de théâtre.

## Synopsis
Dans le village serbe et occupé d'Oujitsé. Une troupe d'acteurs va être confrontée aux dures vérités de l'occupation nazie...
Entre arrestations et censure, ces acteurs vont se rendre compte que le mal se cache aussi dans le cœur des gens ordinaires que l'occupation peut changer en meurtriers.

## Mises en scène
- Le Théâtre ambulant Chopalovitch, mis en scène par Richard Brunel, avec les élèves sortant de l'école nationale d'art dramatique du TNS
- Le Théâtre ambulant Chopalovitch, par le Topel Théâtre (Rennes), Masque d'or 1992
- Le Théâtre ambulant Chopalovitch, mis en scène par Jean-Paul Wenzel, Les Fédérés (Montluçon), créé à Hérisson en juillet 1990, repris en tournée en France en 1992[1]
- Le Théâtre ambulant Chopalovitch, par la troupe de théâtre Jehanne 04 à Neuchâtel en octobre 2010. Mise en scène : Yves Baudin.
- Le Théâtre ambulant Chopalovitch, par l'Union Dramatique de Bruxelles (février 2015), mise en scène de France Gilmont
- Le Théâtre ambulant Chopalovitch, par la troupe de théâtre du Lycée Blaise-Cendrars à La Chaux-de-Fonds en mars 2015. Mise en scène : Bernt Frenkel.
- Le Théâtre ambulant Chopalovitch, monté par l'option théâtre du Lycée Mansart à Saint-Cyr-l'Ecole en juin 2017. Mise en scène: Catherine Lenne aidée par Valentine Dussert
- Le Théâtre ambulant Chopalovitch, monté par l'option théâtre du Lycée Maurice Utrillo à Stains en mai 2018. Mise en scène: Laurence Such, aidée par Aurélien Cunat.
- Le Théâtre ambulant Chopalovitch, monté par la Troupe du Sous-Sol, Lycée-Collège de la Planta en juin 2018. Mise en scène : Tom Lorétan, Emmanuel Halter, Robin Lorétan et Margot Monnier.